# Мария фон Насау-Диленбург (1568–1625)
Мария фон Насау-Диленбург (на немски: Marie von Nassau-Dillenburg; * 12 ноември 1568, Диленбург; † 30 април 1632, Детмолд е графиня от Насау-Диленбург и чрез женитба графиня на Насау-Висбаден.

## Произход
Тя е дъщеря на граф Йохан VI Стари фон Насау-Диленбург (1535 – 1606) и първата му съпруга ландграфиня Елизабет фон Лойхтенберг (1537 – 1579), дъщеря на ландграф Георг фон Лойхтенбергг и Барбара фон Бранденбург-Ансбах-Кулмбах.

## Фамилия
Мария се омъжва на 2 декември 1588 г. в Идщайн за граф Йохан Лудвиг I фон Насау-Висбаден-Идщайн (* 10 април 1567; † 10 юни 1596, Идщайн). Йохан Лудвиг I умира на 29 години от падане от прозорец на 2 юни 1596 г. в Идщайн. Те имат децата:
- Маргарета (1589 – 1660), омъжена I. на 30 ноември 1606 г. в Бирщайн за граф Адолф фон Бентхайм-Текленбург (1577 – 1623), II. на 29 юни 1631 г. в Реда за Вилхелм, фрайхер фон Ваниецки († 1644)
- Анна Катарина (1590 – 1622), омъжена на 6 май 1607 г. в Браке за граф Симон VII фон Липе (1587 – 1627)
- Мария Магдалена (1592 – 1654), омъжена на 12 ноември 1609 г. в Бюдинген за граф Волфганг Ернст I фон Изенбург-Бюдинген (1588 – 1635)
- Юлиана (1593 – 1605)
- Йохан Филип (1595 – 1599)
- Йохан Лудвиг II (1596 – 1605), граф на Насау-Висбаден